# Forma di allevamento

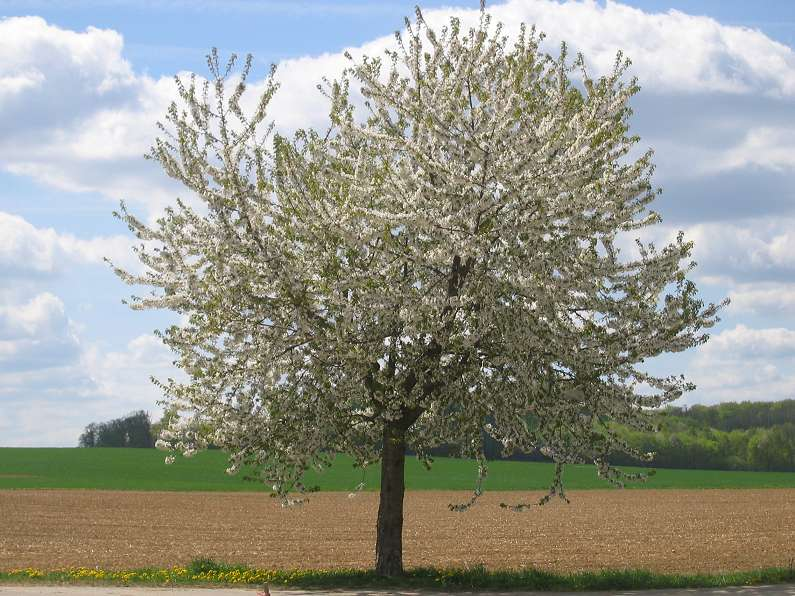
Ciliegio allevato a vaso

In agricoltura la forma di allevamento è uno schema adottato per regolare lo sviluppo vegetativo di una pianta agraria per raggiungere uno o più obiettivi tecnici ed economici. Le forme di allevamento sono in genere impostate per le piante legnose e sono pertanto oggetto di studio e applicazione in arboricoltura.

## Scopi e contesti
L'adozione di una forma d'allevamento si prefigge uno o più scopi, spesso attinenti ad uno specifico contesto operativo. I principali scopi, che possono anche essere concomitanti, sono i seguenti:
- Equilibrare il rapporto fra apparato vegetativo e apparato riproduttivo. Un adeguato equilibrio fra i due apparati permette di ottimizzare la produzione in termini di qualità e quantità e, nel contempo, fornire le risorse nutritive necessarie per rinnovare la vegetazione e la fruttificazione nell'anno successivo.
- Adattare la pianta alle condizioni d'illuminazione. Se l'illuminazione è un fattore limitante, la forma d'allevamento permette di ottimizzare l'utilizzazione della luce favorendone l'ingresso in ogni zona della chioma. Al contrario, se l'illuminazione è eccessiva rispetto alle esigenze della specie, la forma d'allevamento ha lo scopo di prevenire danni da caldo al cambio o ai frutti.
- Offrire un'adeguata aerazione della chioma. Una chioma troppo fitta crea condizioni di ristagno dell'aria con formazione di un gradiente di umidità che ostacola l'evapotraspirazione limitando l'intensità della fotosintesi. Inoltre un'insufficiente aerazione favorisce gli attacchi da parte di alcune crittogame. Sotto questo aspetto la forma d'allevamento crea le condizioni affinché ci sia un'adeguata ventilazione all'interno della chioma.
- Facilitare le operazioni colturali. La forma d'allevamento è studiata anche per agevolare l'esecuzione di alcune operazioni colturali rimuovendo le cause che possono intralciarle.
- Ridurre i costi della manodopera. La forma di allevamento è studiata per agevolare le operazioni eseguite manualmente o con l'uso di particolari macchine, in particolare la potatura e la raccolta allo scopo di aumentare la produttività del lavoro.
- Rispettare determinati canoni estetici. La forma di allevamento è studiata anche per soddisfare specifiche esigenze estetiche. Questo aspetto è di particolare importanza per le piante ornamentali e per il giardinaggio. In passato era preso in considerazione anche nell'arboricoltura da frutto, ma da alcuni decenni questa esigenza è passata in secondo piano.

## Le forme di allevamento del passato
In passato gli schemi geometrici associati alle forme d'allevamento erano piuttosto rigidi e richiedevano una notevole perizia da parte dei potatori e un notevole impiego di lavoro nel conseguimento e mantenimento della forma. La costruzione e il mantenimento di una forma basata su rigide regole geometriche presenta in realtà alcuni svantaggi, soprattutto di natura economica:
1. Necessita di interventi più accurati e più numerosi, quanto più lo schema geometrico diverge dal portamento naturale della pianta, con conseguente prolungamento dei tempi necessari per eseguire la potatura, sia in fase di allevamento sia in fase di produzione.
2. L'esecuzione di interventi cesori correttivi in fase di allevamento prolunga lo stadio giovanile della pianta ritardando l'entrata in produzione. In altri termini sono necessari più anni affinché la pianta raggiunga lo sviluppo definitivo ed inizi a fruttificare. Di conseguenza la fase dei mancati redditi ha una maggiore incidenza sul ciclo di vita dell'arboreto e i costi di ammortamento sono più alti.

L'adozione di schemi rigidi, oltre all'errata convinzione che fosse necessaria per ottimizzare la produzione, trovava fondamento nella struttura sociale della realtà contadina: gli arboreti, rappresentati dal vigneto, dal frutteto e dall'oliveto, erano inseriti all'interno di un'azienda agraria gestita con forme di conduzione che legavano il sostentamento di una o più famiglie ad una struttura fondiaria (piccola proprietà contadina, colonia parziaria, ecc.). In quest'ambito l'arboricoltura e la viticoltura erano attività marginali che avevano lo scopo di assorbire il lavoro della famiglia in determinati periodi dell'anno e fornire prodotti destinati per lo più all'autoconsumo. L'arboreto era pertanto un miglioramento fondiario basato in gran parte sulla capitalizzazione del lavoro, con minimi impieghi di capitale agrario, che doveva rispondere ad alcune esigenze: longevità, assorbimento di forza lavoro, integrazione in un ordinamento produttivo misto.
La struttura della società rurale giustificava l'adozione degli schemi geometrici rigidi per i seguenti motivi:
- La manodopera aveva un costo relativamente basso.
- Gli arboreti avevano un ciclo di vita piuttosto lungo, sul quale una lunga fase d'allevamento aveva un'incidenza minima.
- Essendo basato sulla capitalizzazione del lavoro, l'impianto dell'arboreto non presentava l'esigenza di recuperare in tempi brevi un capitale investito.
- Le coltivazioni arboree erano spesso disetanee oppure promiscue perciò non si percepiva l'onere di una fase di mancati redditi.
- La potatura si eseguiva nella stagione invernale. In periodo in cui il fabbisogno di lavoro per le altre attività aziendali era più basso, perciò questa operazione permetteva di assorbire la disponibilità di manodopera nell'ambito della famiglia contadina.
- L'impianto dell'arboreto era percepito come un investimento in funzione della famiglia. Questa concezione era portata all'estremo nell'olivicoltura: il contadino proprietario innestava gli olivi perché ne traessero beneficio i propri nipoti.

## Tendenze attuali
A partire dagli anni 50-60, il contesto socio-economico in Italia ha subito drastici mutamenti: comparsa significativa di forme di conduzione aziendale diverse da quelle tradizionali, specializzazione e intensivazione degli indirizzi produttivi, urbanizzazione e progressivo abbandono delle campagne, incremento del costo del lavoro, meccanizzazione e innovazione tecnologica. A questi fattori va aggiunto anche lo sviluppo economico e il miglioramento delle condizioni di vita della popolazione con conseguente incremento della domanda di prodotti agricoli ad elevata elasticità quali quelli ortofrutticoli.
Nel complesso questi mutamenti hanno trasformato l'arboricoltura da frutto da attività collaterale, con prerogative di marginalità, ad attività orientata al mercato, spesso con forme di conduzione di tipo capitalistico. Con questa evoluzione è cambiato radicalmente il contesto e le esigenze:
- Riduzione dei cicli di vita degli arboreti per soddisfare i mutamenti della domanda.
- Sostituzione del lavoro con il capitale finanziario per la realizzazione dei miglioramenti fondiari.
- Riduzione della durata della fase d'impianto per abbreviare i tempi di recupero dei capitali investiti.
- Incremento sensibile del costo del lavoro.

Va inoltre considerato che le conoscenze agronomiche hanno definitivamente messo in luce che la precocità di produzione è determinata fondamentalmente dal ricorso a forme d'allevamento libere, che richiedono pochi interventi cesori e che assecondano meglio il portamento naturale della pianta.
La tendenza attuale, pertanto, è quella di adottare forme d'allevamento che richiedano pochi interventi nella potatura d'allevamento e in quella di produzione, che si adattino meglio al portamento della pianta, che siano in grado di dare produzioni di una certa entità entro i primi anni dall'impianto (3-5 anni secondo la specie), contro i 7-10 anni del passato.

## Classificazione delle forme di allevamento
Una classificazione non può prescindere dalle peculiarità delle singole specie arboree o arbustive: la forma di allevamento è il punto d'incontro fra le esigenze tecniche e il comportamento naturale delle piante, pertanto esistono differenziazioni fra le diverse specie in virtù delle differenze morfologiche e anatomiche, fisiologiche e fenologiche. Tuttavia è possibile fare riferimento a schemi di classificazione basati su criteri generali, come ad esempio l'espansione in volume. 
In molti casi sono state individuate per differenti specie forme di allevamento che hanno in comune il nome e il principio generale che le ha ispirate, ma cambiano sostanzialmente nel dettaglio quando si prendono in esame la procedura e i tempi di realizzazione, gli interventi da eseguire, i risultati a cui si perviene. Un esempio eclatante è il vaso: questa tipologia di forma, concepita per la maggior parte delle specie arboree da frutto, presenta differenziazioni nei dettagli fra le varie specie. 
In altri casi la specificità ha condotto alla realizzazione di forme che hanno denominazioni differenti secondo la specie ma che in sostanza sono riconducibili al medesimo tipo generale: ad esempio, il monocono adottato per l'olivo è riconducibile al fusetto delle rosacee da frutto, pur avendo conformazione, scopi e procedura di realizzazione completamente differenti.
Va anche ribadito che generiche tipologie, come il vaso o la palmetta, hanno in realtà molteplici varianti che differiscono non solo per la specificità della coltura in cui sono adottate, ma anche per i criteri d'impostazione che si possono adottare all'interno di una singole specie.
Infine, per alcune colture la specificità è tale da modificare radicalmente i criteri di classificazione. È il caso, ad esempio, delle specie sarmentose come la vite e l'actinidia, per le quali cambiano radicalmente non solo i nomi ma anche i criteri di conduzione.

## Criteri di classificazione
Le forme di allevamento possono essere distinte secondo diversi criteri. 
Il criterio più comunemente adottato le distingue in base allo sviluppo della chioma.
- Forme in volume: si sviluppano in larghezza, profondità e altezza. Rientrano in questo raggruppamento le forme specifiche o derivate del vaso, della piramide, del globo. In questa categoria si può inserire concettualmente anche l'alberello della vite. Queste forme richiedono in generale sesti ampi (sia pur con molte eccezioni) e non necessitano di strutture di sostegno se non l'impiego di tutori nei primi anni.
- Forme in parete: si sviluppano in larghezza e in altezza secondo un piano verticale, quasi sempre parallelo alla direzione dei filari, e sono genericamente denominate controspalliere o spalliere. Questa categoria s'identifica per lo più con le forme specifiche o derivate della palmetta e con le controspalliere della vite. Esistono tuttavia delle forme appiattite dotate di una loro specificità, quali le controspalliere basse del melo, il cordone dell'actinidia, il siepone dell'olivo e di altre specie, l'ipsilon trasversale delle drupacee. Queste forme richiedono in genere un'armatura di sostegno realizzata con pali e fili. La maggior parte di queste forme si adatta a sesti relativamente stretti lungo la fila e, più o meno ampi nell'interfila secondo il tipo di meccanizzazione.
- Pergolati: si sviluppano in larghezza e profondità secondo un piano orizzontale o leggermente inclinato e sono adottate per le specie sarmentose quali la vite e l'actinidia. Rientrano in questa categorie le forme specifiche e derivate del tendone e della pergola.  Queste forme richiedono sempre l'armatura di sostegno realizzata con pali e fili. I sesti sono generalmente larghi.

Un secondo criterio di classificazione fa riferimento alla rigidità degli schemi geometrici. Va però specificato che fra le due categorie estreme esistono vari casi intermedi che rendono poco marcata la distinzione.
- Forme classiche: si realizzano seguendo schemi piuttosto rigidi al punto da definire in molti casi il numero di branche e branchette, la lunghezza, la posizione e la direzione che devono assumere nell'insieme della struttura scheletrica. Queste forme richiedono spesso laboriosi interventi di potatura in fase di allevamento, sia con tagli sia con interventi non cesori (piegatura, curvatura, divaricamento, ecc.) e, in generale, anche nella potatura di produzione, soprattutto quando lo schema geometrico si discosta sensibilmente dal portamento naturale della pianta. Per questi motivi le forme classiche hanno in genere una tardiva entrata in produzione e si presentano economicamente onerose sia in fase di allevamento sia in fase di produzione. In molti casi sono state del tutto abbandonate nella frutticoltura moderna.
- Forme libere: si realizzano seguendo schemi elastici che sono un compromesso fra le esigenze tecniche e il portamento naturale della pianta. Gli interventi cesori in fase di allevamento sono ridotti al minimo e si sfrutta nei limiti del possibile il portamento naturale della pianta. La disposizione delle branche non segue regole geometriche rigide, bensì delle direttive generali finalizzate a realizzare una chioma che si sviluppa secondo direzioni preferenziali e omogeneamente in tutto lo spazio prefissato. Le forme libere si caratterizzano per la maggiore economicità (sia in allevamento sia in produzione) e soprattutto per la spiccata precocità dell'inizio della produzione (dal 2º-4º anno in poi secondo la forma e la specie). Si tratta delle forme più razionali per l'esercizio della moderna frutticoltura intensiva.

Un terzo criterio di classificazione, meno schematico, fa riferimento al tipo di ramificazione selezionata per costituire le branche. Si tratta di una classificazione adottata per distinguere alcune tipologie di allevamento nelle drupacee, in particolare il pesco e il susino. Per capire il significato di questa distinzione è necessario conoscere il comportamento vegetativo di alcune specie fruttifere. 
Come esempio si può fare riferimento al pesco: durante la stagione vegetativa i germogli crescono in lunghezza fino alla tarda estate formando nuove gemme. Le gemme prossimali, formate in primavera fino all'inizio dell'estate, sono gemme pronte: in altri termini, germogliano nella stessa stagione formando ramificazioni laterali sui germogli dell'anno. Dal momento che si formano precocemente, questi germogli avranno il tempo di lignificarsi adeguatamente nel corso dell'estate e riuscire a superare indenni la stagione fredda successiva. Le gemme prodotte durante l'estate sono invece gemme dormienti che daranno fiori e germogli nell'anno successivo. I rami che si sviluppano da gemme pronte sono detti rami anticipati per distinguerli da quelli che si sviluppano da gemme dormienti. Pur essendo un comportamento fisiologico del tutto normale, dal punto di vista tecnico si tratta in sostanza di rami che si formano con un anno di anticipo. Se la pianta si trova in buono stato nutrizionale, i rami anticipati avranno un grado di robustezza e vigoria comparabile a quello dei rami che si formeranno da gemme dormienti nell'anno successivo.
Sulla base della tendenza di una specie a formare rami anticipati, si distinguono le seguenti forme: 
- Forme classiche. Si realizzano selezionando come branche i rami o i germogli emessi da gemme dormienti. Rientra in questa categoria la maggior parte delle forme d'allevamento.
- Forme anticipate. Si realizzano selezionando come branche i germogli precoci emessi da gemme pronte.

Questa distinzione è concettualmente importante perché rispetto alla tipologia classica di riferimento, la forma anticipata permette di anticipare di 1 o 2 anni l'entrata in produzione. Il processo ordinario di costruzione di una branca richiede infatti due anni: nel primo anno si forma la gemma, nel secondo anno si ha l'accrescimento in lunghezza del germoglio e la sua lignificazione. Nelle forme anticipate l'intero processo si svolge nello stesso anno: in primavera si forma la gemma e nel corso dell'estate si ha l'accrescimento il lunghezza e la lignificazione del germoglio.

## Forme in volume

### Tipo vaso
- Vaso
- Vaso californiano
- Vaso cespugliato
- Vaso policonico
- Vaso ritardato

### Tipo piramide
- Fusetto
- Fuso
- Monocono
- Piramide
- Spindelbusch

### Altri tipi
- Alberello
- Globo

## Forme in parete

### Controspalliere alte
- Ipsilon
- Ipsilon trasversale
- Palmetta
- Siepone

### Controspalliere basse
- Bandiera
- Bouché Thomas
- Capovolto
- Cordone orizzontale
- Cordone speronato
- Cortina semplice
- Duplex
- GDC
- Guyot
- Lepage
- Sylvoz

## Pergolati
- Pergola
- Tendone

## Forme libere
- Cespuglio (potatura)
- Ceduo